# Oxypyge socia
Oxypyge socia är en mångfotingart som beskrevs av Chamberlin 1922. Oxypyge socia ingår i släktet Oxypyge och familjen Rhinocricidae. Inga underarter finns listade i Catalogue of Life.